# 松子 (加利福尼亞州比尤特縣)
松子（英語：The Pines）是位於美國加利福尼亞州比尤特縣的一個非建制地區。該地的面積和人口皆未知。

## 地理
松子的座標為39°43′37″N 121°31′29″W / 39.72694°N 121.52472°W，而該地的平均海拔高度為549米（即1801英尺）。